# Kissin' Cousins
Kissin' Cousins er en amerikansk film fra 1964. Filmen, hvis hovedrolle blev spillet af Elvis Presley, blev produceret af Sam Katzman på MGM og havde Gene Nelson som instruktør.
Filmen blev indspillet i oktober 1963 og havde premiere den 6. marts 1964 i Phoenix, Arizona. Den havde dansk premiere den 26. december 1964.
Kissin' Cousins var den 14. i rækken af film med Elvis Presley. Filmen, hvis manuskript blev skrevet af Gerald Drayson Adams og Gene Nelson, handler om en familie, der bor i en afsides bjergegn, hvor forsvaret ønsker at opføre en missilbase. For at få aftalen forhandlet på plads med den meget modstridende familie sender forsvaret en fjern slægtning af familien. Dette plot, der bl.a. rummer Elvis Presley i dobbeltrolle som forsvarets forhandler og familens søn, ender selvfølgelig til alles tilfredshed. Undervejs er der plads til mange forviklinger, forelskelser og en buket af Elvis' sange.
Kissin' Cousins blev optaget ved Big Bear Lake i Californien.
Den danske titel på Kissin' Cousins var Kissin' Cousins.

## Musik
Sangene "Kissin' Cousins" (der er to forskellige, ligesom Elvis i filmen optræder i to forskellige roller) var titelmelodier til filmen. Den ene er en komposition af Fred Wise og Randy Starr, den anden af Bill Giant, Bernie Baum og Florence Kaye. De blev begge indspillet af Elvis Presley i Nashville 29.-30. september 1963.
Der var indlagt i alt 10 sange med Elvis Presley i filmen. De blev udsendt på LP-plade i april 1964 og inkluderede endvidere to "bonussange". LP'en hed ligeledes Kissin' Cousins og de i alt 12 sange var:

### Side 1
- "Kissin' Cousins" (Bernie Baum, Bill Giant, Florence Kaye) (ofte benævnt "Kissin' Cousins" nr. 2 for at skelne de to sange med samme titel)
- "Smokey Mountain Boy" (L. Rosenblatt, Victor Millrose)
- "There's Gold In The Mountains" (Bernie Baum, Bill Giant, Florence Kaye)
- "One Boy Two Little Girls" (Bernie Baum, Bill Giant, Florence Kaye)
- "Catchin' On Fast" (Bernie Baum, Bill Giant, Florence Kaye)
- "Tender Feeling" (Bernie Baum, Bill Giant, Florence Kaye)

### Side 2
- "Anyone (Could Fall In Love With You)" (Bennie Benjamin, Luchi de Jesus, Sol Marcus)
- "Barefoot Ballad" (Dolores Fuller, Larry Morris)
- "Once Is Enough" (Roy C. Bennett, Sid Tepper)
- "Kissin' Cousins" (Fred Wise, Randy Starr)
- "Echoes Of Love" (Bob Roberts, Ruth Bachelor) (Bonussang) – senere udgivet på albummet The Lost Album fra 1990
- "(It's A) Long Lonely Highway" (Doc Pomus, Mort Shuman) (Bonussang) – senere anvendt i Elvis-filmen Tickle Me fra 1965 og udgivet på The Lost Album i 1990

Filmen blev udgivet som video i 1988 på VHS. Da den blev genudsendt på VHS i 1997 var sangen "Smokey Mountain Boy" fjernet. Sangen var dog på plads igen da filmen blev udgivet på DVD i 2007.

## Andet
I en mindre rolle som den unge pige Lorraine, som er leder af en gruppe giftelystne piger, kaldet 'The Kittyhawks', ses Maureen Reagan, datter af skuespillerinden Jane Wyman og den amerikanske præsident Ronald Reagan.